# Будинок Шиллера (Лейпциг)
51°21′32″ пн. ш. 12°21′46″ сх. д. / 51.3588° пн. ш. 12.3628° сх. д.
Будинок Шиллера (нім. Schillerhaus) — невеликий колишній сільський будинок, розташований в Лейпцизі в міському районі Ґоліс за адресою Menckestraße 42.

## Історія
Фрідріх Шиллер жив на останньому поверсі будинку влітку 1785 року на запрошення свого друга Крістіана Готфріда Кернера. Тут він написав другий Акт Дона Карлоса, редагував драму Змова Фієско в Генуї та написав першу версію Оди до радості, яку згодом закінчив у Дрездені.
Будинок Шиллера — найстаріша сільська будівля в районі міста Лейпциг. Будинок був споруджений 1717 року і сьогодні є пам'яткою історії і культури та філією Лейпцизького міського історичного музею. Будинок Шиллера в Лейпцизі вважається одним з найстаріших літературних музеї Німеччини.

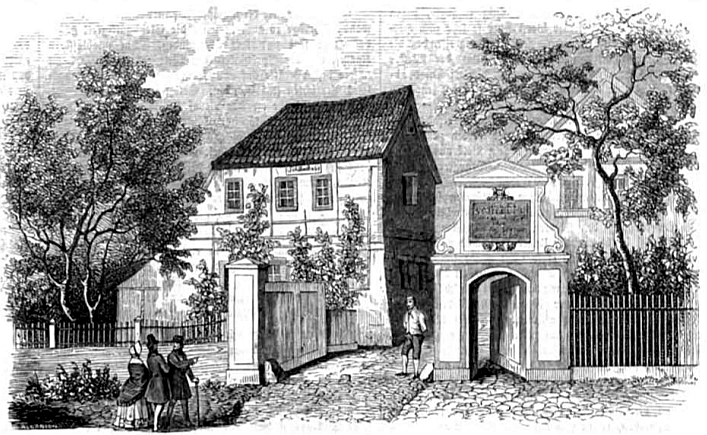
Будинок Шиллера в 1843 році

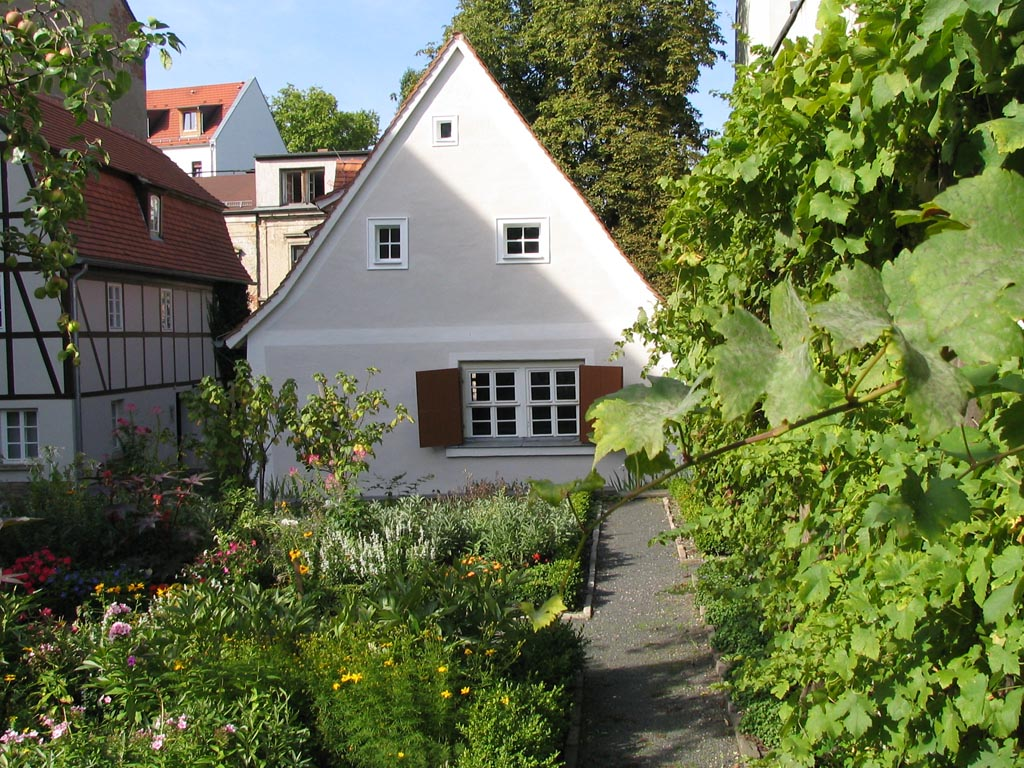
Будинок Шиллера з вулиці Шиллервеґ